# Fannia pallidiventris
Fannia pallidiventris är en tvåvingeart som beskrevs av Malloch 1924. Fannia pallidiventris ingår i släktet Fannia och familjen takdansflugor. Inga underarter finns listade i Catalogue of Life.